# Afterlight
Afterlight (también conocido como Afterglow) es una aplicación de edición de imágenes para dispositivos Android, iOS o smarthphones.

## Sistema de uso
Su sistema de edición es similar al de la gran mayoría de aplicaciones de edición de imágenes. 
Permite hacer fotos o cargar tomadas anteriormente. Después, el usuario tiene varios botones para editar una foto. Dispone de las opciones deshacer, ajustes, filtros, película, modificar y encuadrar. 
También tiene herramientas adicionales disponibles a través de la compra dentro de la aplicación. Otras características  de la aplicación que incluyen son; agregar polvo, efectos de luz, cambiar el esquema de color, agregar un efecto de croma a la iluminación y crear una doble exposición con otra imagen.

## Historia
La aplicación se fundó el 5 de noviembre de 2012 en la costa oeste de Estados Unidos. En diciembre de 2014, Afterlight figuraba como la tercera aplicación de pago para iOS más descargada. Hoy en día, su sede se encuentra en Sacramento, California.

## Herramientas
Afterlight ofrece una gran variedad de funciones a sus clientes. Las más destacables son las siguientes:
- Cincuenta y nueve filtros diferentes, en su versión gratuita incluyen veintisiete filtros personalizables desarrollados por ellos mismos, catorce filtros creados por usuarios populares de Instagram y como complemento, un total de dieciocho filtros estacionales.
- Sesenta y seis tipos de texturas, simples y minimalistas.
- Cinco herramientas de ajustes.
- Herramientas de recorte y transformación
- Herramientas de enmarcado y diferentes marcos ajustables.

Además, posteriormente, la aplicación también permite guardar las fotos que se han editado en diferentes resoluciones y subirlas a las redes sociales o, simplemente, compartirlas.